# Jaanimäe (Meremäe)
Jaanimäe – wieś w Estonii, w prowincji Võru, w gminie Meremäe.